# وقتی همه خوابیم
وقتی همه خوابیم واپسین فیلمِ سینماییِ بهرام بیضایی است، ساختهٔ سالِ ۱۳۸۷ در ایران.

## داستان
چکامه چمانی (مژده شمسایی)، که همسر و فرزندش را در تصادفِ رانندگی از دست داده، با مردی که تازه از زندان آزاد گشته آشنا می‌شود؛ و، از طرفی، با فشارِ وکیلِ خانوادهٔ راننده برای رضایت دادن مواجه شده است. آشنای تازه علّتِ زندانی و آزاد شدنش را به چکامه می‌گوید . . .

## بازیگران
- مژده شمسایی در نقش پرند پایا (چکامه چمانی)
- علیرضا جلالی‌تبار در نقش مانی اورنگ (نجات شکوندی)
- حسام نوّاب صفوی در نقش شایان شبرخ
- شقایق فراهانی در نقش خاطره مقبول
- مجید مظفّری در نقش دایی خاطره مقبول
- هدایت هاشمی در نقش نیرم نیستانی
- سحر دولتشاهی در نقش ترنج (دستیار صحنه)
- حسین محب اهری در نقش تهیه‌کننده
- سیّد مهرداد ضیایی در نقش جهانگیر خوروش (همسر پرند پایا)

## فیلم‌نامه
فیلم‌نامهٔ وقتی همه خوابیم سالِ ۱۳۸۸ به وسیلهٔ انتشاراتِ روشنگران و مطالعات زنان منتشر شد.

## ساخت
بیضایی در سالِ ۱۳۸۶ عزمِ ساختِ فیلمی به نامِ لبه‌ی پرتگاه کرد؛ که، در نهایت، به خاطرِ اختلاف با تهیه‌کننده، ساخته نشد. برخی از شایعات دیگر مبنی بر اختلاف بهرام بیضایی با محمّدرضا گلزار در این فیلم بود. امّا تهیه‌کنندهٔ فیلم طولانی بودن زمان فیلم را عامل ساخته نشدن آن دانست. به همین دلیل بیضایی تصمیم به ساخت فیلم دیگری دربارهٔ همین موضوع گرفت. داستانِ وقتی همه خوابیم یادآورِ آنچه است که در ناتمام ماندنِ لبه‌ی پرتگاه بر بیضایی گذشت.
این اولین فیلم بیضایی در نقد سینما است. هر چند خود او اعلام نموده است که این فیلم در نقد سینما نیست. بلکه شرایط سینما را نشان می‌دهد بدون اینکه قضاوتی در مورد آن انجام دهد.
در دی ماهِ ۱۳۹۵ رضا داوودنژاد، مجریِ طرحِ فیلم، با ردِّ نوشته‌های روزنامهٔ کیهان مربوط به حمایت نهادهای امنیتی از تولید وقتی همه خوابیم، گفت که نزدیک به ۶۰۰ میلیون تومان برای ساخت فیلم هزینه شده که نیمی از آن توسط سرمایه‌گذاری جوان به نام محمود شجاعی تأمین گردیده و مابقی نیز با قرض و وام.
داوودنژاد گفت: بهرام بیضایی مدام نگران بود که مبادا سرمایه این جوان (محمود شجاعی) بازنگردد و دائم هم پدرم (علیرضا داوودنژاد) به ایشان می‌گفت چون نیت ات خیر است مطمئناً اتفاق بدی نمی‌افتد. خوشبختانه بعد از اکران در جشنواره فجر، فیلم توانست در نوروز ۸۸ روی پرده برود و اکرانی منطقی داشته باشد. در خردادماه ۸۸ هم نسخه خانگی فیلم عرضه شد که اقبال به آن مثبت بود و در نهایت نه تنها سرمایه محمود شجاعی بازگشت بلکه همه چکها هم پاس شد و مقداری سود هم برای سرمایه‌گذار باقی ماند.
- تولید و برنامه‌ریزی: تینا پاکروان
- دستیار برنامه‌ریز: سامان خادم
- دستیاران کارگردان: محسن قرایی، سامان خادم، رضا سخایی

### موسیقی

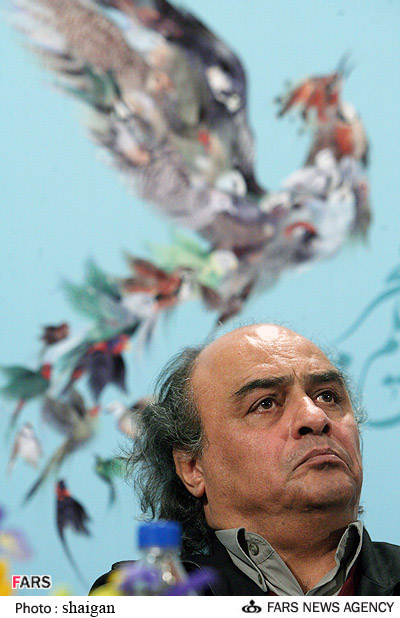
محمّدرضا درویشی در نشست خبری وقتی همه خوابیم در جشنوارهٔ فیلمِ فجرِ ۱۳۸۷

#### فهرست قطعه‌ها
| شماره      | نام                  | مدت   |
| ---------- | -------------------- | ----- |
| ۱.         | «وقتی همه خوابیم ۱»  | ۱:۱۲  |
| ۲.         | «وقتی همه خوابیم ۲»  | ۲:۰۰  |
| ۳.         | «وقتی همه خوابیم ۳»  | ۰:۴۵  |
| ۴.         | «وقتی همه خوابیم ۴»  | ۰:۴۲  |
| ۵.         | «وقتی همه خوابیم ۵»  | ۱:۱۸  |
| ۶.         | «وقتی همه خوابیم ۶»  | ۰:۴۳  |
| ۷.         | «وقتی همه خوابیم ۷»  | ۰:۴۲  |
| ۸.         | «وقتی همه خوابیم ۸»  | ۰:۵۲  |
| ۹.         | «وقتی همه خوابیم ۹»  | ۳:۱۲  |
| ۱۰.        | «وقتی همه خوابیم ۱۰» | ۰:۵۷  |
| ۱۱.        | «وقتی همه خوابیم ۱۱» | ۷:۲۱  |
| ۱۲.        | «وقتی همه خوابیم ۱۲» | ۳:۲۴  |
| مجموع مدت: | مجموع مدت:           | ۲۳:۰۸ |

## نمایش
فیلم نخستین بار در جشنوارهٔ فیلمِ فجرِ ۱۳۸۷ به نمایش درآمد و جایزه‌هایی نیز در تدوین و چهره‌پردازی و طرّاحیِ صحنه و لباس گرفت.

### جایزه‌ها
| جشنواره          | تاریخ مراسم | جایزه                    | نامزد                          | نتیجه    |
| ---------------- | ----------- | ------------------------ | ------------------------------ | -------- |
| جشنوارهٔ فیلمِ فجر | بهمنِ ۱۳۸۷   | بهترین فیلم              | بهرام بیضایی                   | نامزدشده |
| جشنوارهٔ فیلمِ فجر | بهمنِ ۱۳۸۷   | بهترین کارگردانی         | بهرام بیضایی                   | نامزدشده |
| جشنوارهٔ فیلمِ فجر | بهمنِ ۱۳۸۷   | بهترین موسیقی            | محمّدرضا درویشی                 | نامزدشده |
| جشنوارهٔ فیلمِ فجر | بهمنِ ۱۳۸۷   | بهترین طرّاحیِ صحنه و لباس | ایرج رامین‌فر و آتوسا قلمفرسایی | برنده    |
| جشنوارهٔ فیلمِ فجر | بهمنِ ۱۳۸۷   | بهترین چهره‌پردازی        | سعید ملکان                     | برنده    |
| جشنوارهٔ فیلمِ فجر | بهمنِ ۱۳۸۷   | بهترین تدوین             | بهرام بیضایی و سپیده عبدالوهاب | برنده    |

## در نظرِ دیگران
. . . داستان چکامه نیز می‌تواند تبدیل به اسطورهٔ جدیدی در زمانهٔ ما شود: اسطورهٔ انتحار دانایی برای رسوا کردن نادانی. . . .

جهانبخش نورایی، ۱۳۸۸
امیر پوریا و امیر قادری از ناقدانی بودند که این فیلم را نپسندیدند. قادری این فیلم را دارای ویژگی‌های مشترکی با آثارِ چارلی چاپلین دانسته و نوشت: «اعتراض و مبارزه و افشاگری وقتی همه خوابیم، روشنفکری از این نوع، بعید می‌دانم که بتواند چیزی (بجز مجسمهٔ بی‌خدشهٔ خود استاد) را بسازد.» نوشته‌های قادری واکنش‌های فراوانی برانگیخت، از جمله مقالهٔ مفصّلی از حمید امجد به نامِ «این «نقد» کجا ایستاده است؟».
دیگرانی هم بودند که فیلم را پسندیدند؛ مثلاً جهانبخش نورایی «کیفیت» آن را همچون «نمایش ذبح و مثله کردن خلاقیت . . . به عنوان جلوه‌ای از موقعیت دردبار بشری در پای‌بندی به حقیقت و خلوص در برابر دروغ و ناخالصی» ماندگار و «از زمان و مکان و روزگار ما فراتر» می‌دانسته‌ و منیژه حکمت آن را «مانیفست سینمای ایران» شمرد.